# August Joseph Maria von Schaesberg
August Joseph Maria Graf von Schaesberg (* 24. Oktober 1730 in Düsseldorf; † 9. Februar 1801 ebenda) war das Oberhaupt des niederrheinischen Adelsgeschlechtes von Schaesberg.

## Leben

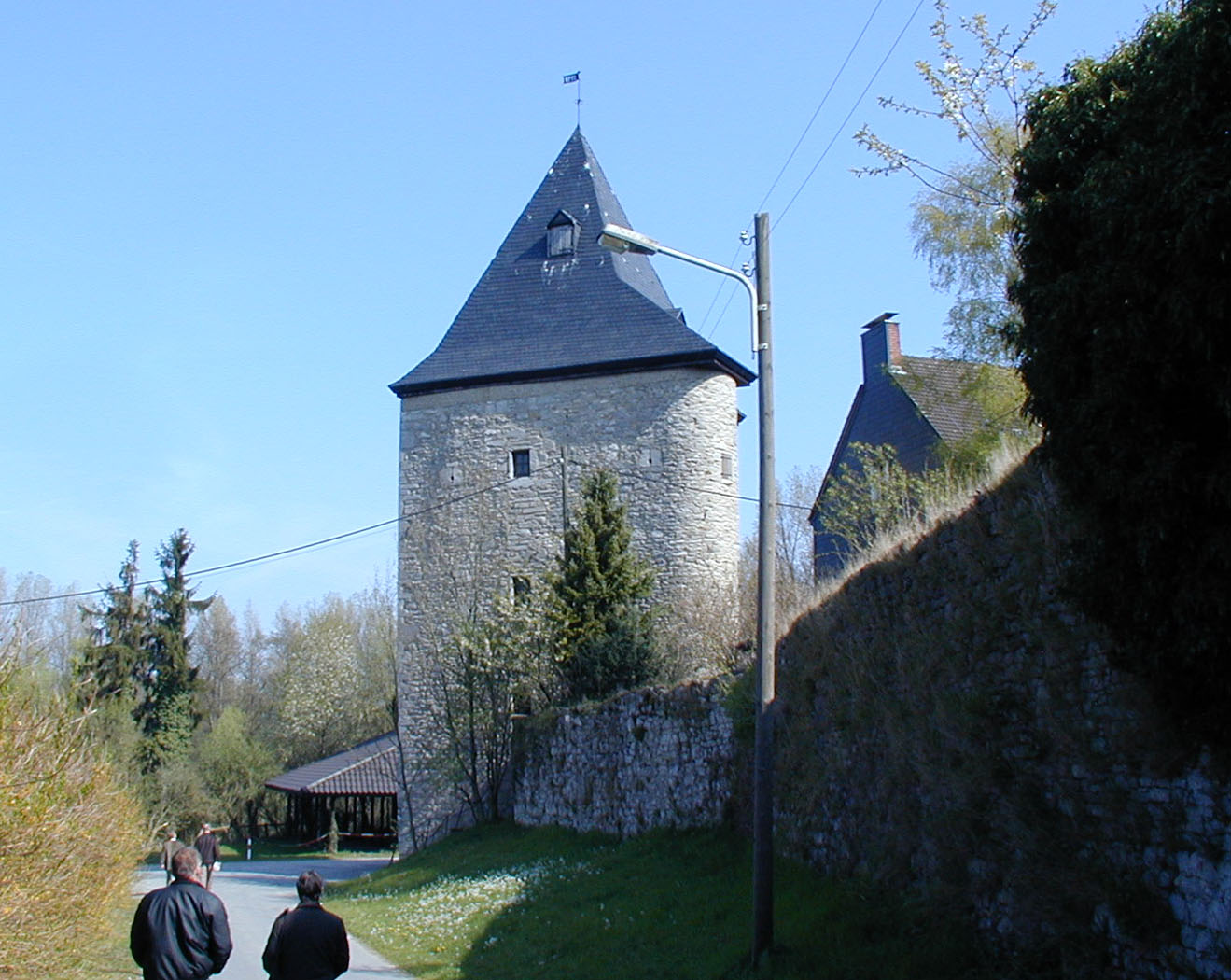
Bergfried Rittergut Schöller (2005) – Zufluchtsort seiner Frau Isabella nach dem Einmarsch der Franzosen 1794

Er heiratete 1770 Isabella Maria von Cortenbach. Der Ehe mit Isabella entsprangen fünf Kinder. Friedrich, Karl Theodor Maria, Eduard, Richard Martin Maria und Heinrich Edmund Maria. Sein Wirken war geprägt durch die Auseinandersetzung um die Gebietsansprüche des Adelshauses im Herzogtum Brabant und dem Vorwurf des Reichshofrates in Wien, dass sein Vater Johann Wilhelm von Schaesberg sich 1764, nach dem Regierungsantritt von Kaiser Joseph II., sich nicht um die Neubelehnung seiner Grafschaft bemüht hatte. Dabei wurde vom Herzogtum Brabant nicht das Eigentumsrecht von Haus Schaesberg an seinen Gebieten in Brabant bestritten. Jedoch sei die damals vergebene Landeshoheit über die brabantischen Gebiete von Kaiser Karl VI., ohne die Einwilligung der Stände von Brabant vergeben worden.
In dem Streit mit dem Reichshofrat erreichte Schaesberg 1786 aufgrund einer Intervention von Kaunitz, dass ihm die Herrschaft über die Grafschaft Kerpen und Lommersum bestätigt wurde. Er verzichtete auf das kurpfälzische Erbhofpostmeisteramt und wurde dafür zum Kaiserlichen Geheimen Rat ernannt. Am 5. Oktober 1794. besetzten französische Truppen die Grafschaft Kerpen-Lommersum. August floh zu seinem Bruder Domherr Karl Graf von Schaesberg nach Münster. Seine Gattin Isabella fand Zuflucht im bergischen Rittergut Schöller. Er weigerte sich an die Franzosen Kriegskontributionen in Höhe von 22.000 Livres zu zahlen. 1799 wurde er in die französische Emigrantenliste eingetragen und stand fortan unter dem Emigrantengesetz.
Er verstarb 1801 in Düsseldorf.